# .270 Winchester

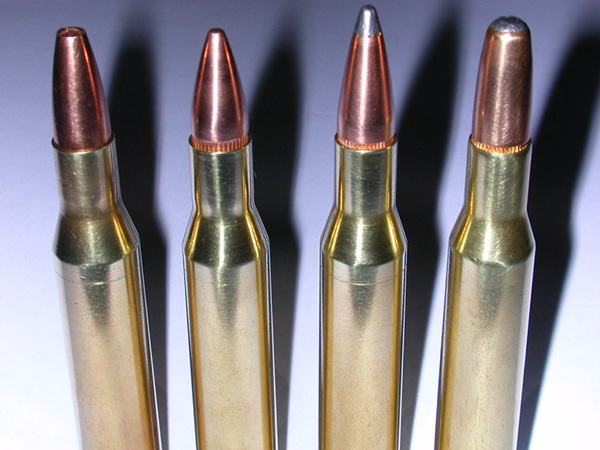
O .270 Winchester com balas:
100gr HP, 115gr FMJBT, 130gr SP, 150gr RN.

O .270 Winchester é um cartucho de fogo central para rifle em forma de "garrafa". Foi desenvolvido pela Winchester Repeating Arms Company em 1923 e lançado em 1925, como munição padrão para seu rifle Model 54. O cartucho tem o mesmo comprimento que o .280 Remington, sendo que ambos são mais longos que o .30-06 Springfield. O .270, .280 e o .30-06 foram todos derivados do "estojo pai" .30-03. O .270 Winchester usa um diâmetro interno de cano de 0,270 pol. (6,86 mm) e um diâmetro de bala de 0,277 pol. (7,04 mm); para mais detalhes, veja calibre.